# Ternovita
La ternovita és un mineral de la classe dels òxids que pertany al grup de la franconita. Rep el nom de Vladimir Ivanovich Ternovoi (1928–1980), geòleg i pioner en els estudis del jaciment de flogopita de Kovdor.

## Característiques
La ternovita és un òxid de fórmula química (Mg,Ca)Nb₄O11·nH₂O. Es tracta d'una espècie aprovada per l'Associació Mineralògica Internacional, i publicada per primera vegada el 1997. Cristal·litza en el sistema monoclínic. La seva duresa a l'escala de Mohs és 3.
Segons la classificació de Nickel-Strunz, la ternovita pertany a «04.FM - Hidròxids amb H₂O +- (OH); sense classificar» juntament amb els següents minerals: franconita, hochelagaïta, beliankinita, gerasimovskita, manganbeliankinita, silhydrita i cuzticita.
L'exemplar que va servir per a determinar l'espècie, el que es coneix com a material tipus, es troba conservat a les col·leccions del Museu Mineralògic Fersmann, de l'Acadèmia de Ciències de Rússia, a Moscou (Rússia).

## Formació i jaciments
Va ser descoberta al massís ultrabàsic-alcalí de Vuoriyarvi, a Carèlia del Nord (óblast de Múrmansk, Rússia), on es troba em forma d'esferulites blanques. També ha estat descrita al Kitknyun, una muntanya del districte de Lovozero, també a l'óblast de Múrmansk, sent aquests els únics indrets a tot el planeta on ha estat descrita aquesta espècie mineral.